# Croze
Pour les articles homonymes, voir Croze (homonymie).
Croze est une commune française située dans le département de la Creuse, en région Nouvelle-Aquitaine.

## Géographie

### Généralités

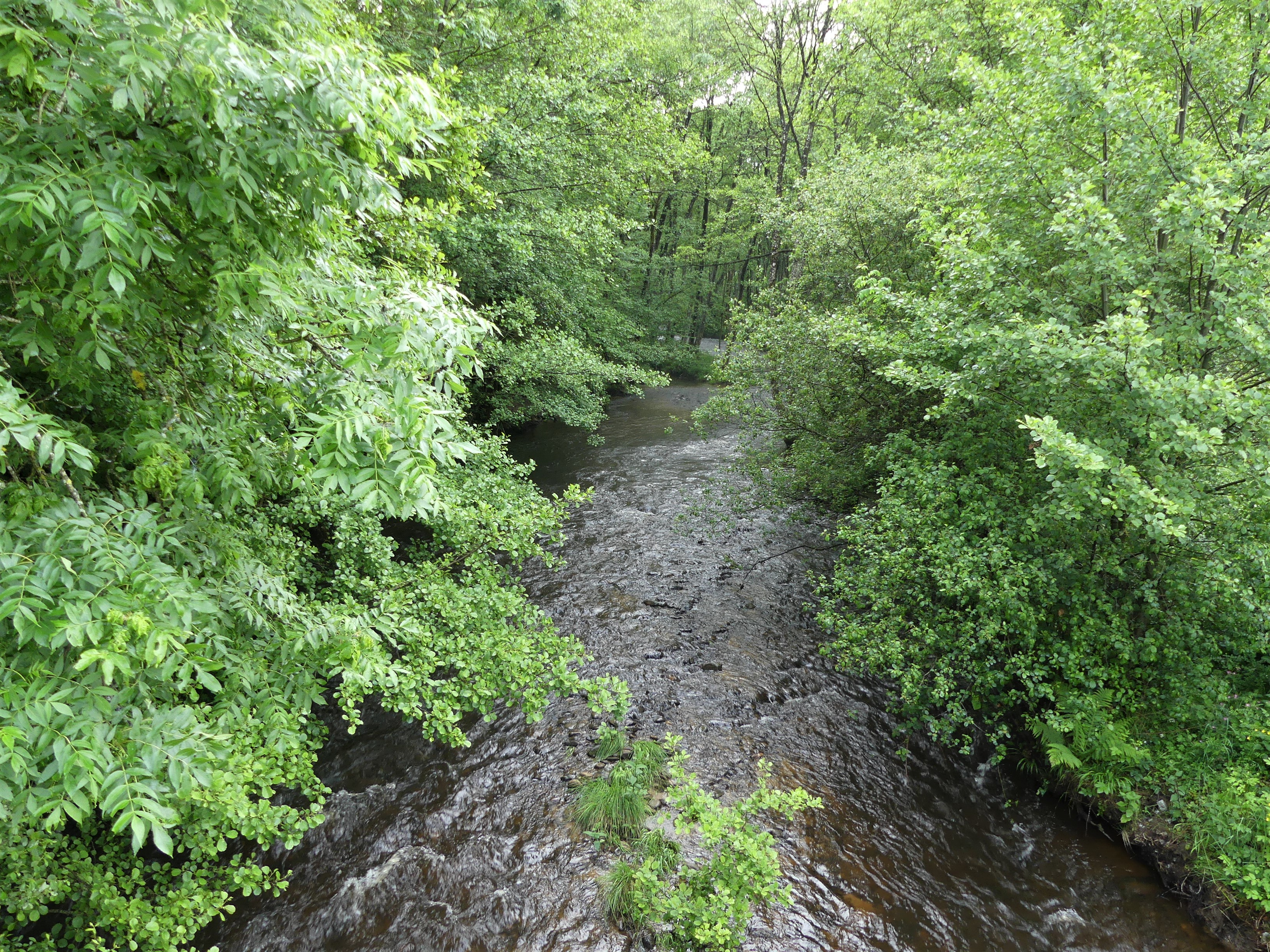
La Creuse sur le territoire communal de Croze.

Croze est une commune du sud du département de la Creuse. S'étendant sur 22,16 km2, elle est incluse dans le parc naturel régional de Millevaches en Limousin. Elle est arrosée par la Creuse et par son affluent la Gioune. Au nord-ouest, un autre affluent de la Creuse, le Gourbillon, borde le territoire communal sur environ 300 mètres. Elle est desservie par les routes départementales 19, 35, 982 et 982a.
L'altitude minimale, 518 mètres, se trouve localisée à l'extrême nord, là où la Creuse quitte la commune et entre sur celle de Saint-Quentin-la-Chabanne. L'altitude maximale avec 841 mètres est située au sud-ouest, au Puy de Chaufour, en limite de la commune de Gioux.
Le plus vieux plan cadastral du haut bassin de la Creuse est celui de la commune de Croze. Il a en effet été établi en 1819. Ce plan cadastral donne clairement le nom de Creuse au cours d'eau qui se dirige en amont vers la commune de Clairavaux. Ce même plan cadastral désigne tout aussi clairement sous le nom de Gioune le cours d'eau qui conflue en rive gauche de la Creuse en provenance de la commune de Gioux (confirmant ainsi la carte de César et Jean Dominique Cassini, carte de la France établie entre 1756 et 1789. Ce document cadastral démontre que les habitudes locales de l'époque considéraient bien comme cours de la Creuse, la rivière remontant vers Le Mas-d'Artige et non pas celle qui provient de Gioux. En effet c'est à tort que sur l'ancien cadastre de cette commune qui a été réalisé près de vingt ans après celui de Croze figure le nom de Creuse sur le cours d'eau provenant de la commune de Féniers.

### Communes limitrophes
Croze est limitrophe de quatre autres communes.
Au nord-est, son territoire est distant d'une soixantaine de mètres de celui de Saint-Frion.
|       | Saint-Quentin-la-Chabanne |            |
| Gioux | Croze                     | Poussanges |
|       | Clairavaux                |            |

### Climat
Pour des articles plus généraux, voir Climat de la Nouvelle-Aquitaine et Climat de la Creuse.
Historiquement, la commune est exposée à un climat montagnard.  
En 2020, Météo-France publie une typologie des climats de la France métropolitaine dans laquelle la commune est exposée à un climat de montagne et est dans la région climatique  Ouest et nord-ouest du Massif Central, caractérisée par une pluviométrie annuelle de 900 à 1 500 mm, maximale en automne et en hiver.
Pour la période 1971-2000, la température annuelle moyenne est de 9,3 °C, avec  une amplitude thermique annuelle de 14,9 °C. Le cumul annuel moyen de précipitations est de 1 127 mm, avec 12,6 jours de précipitations en janvier et 8 jours en juillet. Pour la période 1991-2020, la température moyenne annuelle observée sur la station météorologique la plus proche, située sur la commune de Felletin à 7 km à vol d'oiseau, est de 10,4 °C et le cumul annuel moyen de précipitations est de 969,0 mm,. Pour l'avenir, les paramètres climatiques de la commune estimés pour 2050 selon différents scénarios d’émission de gaz à effet de serre sont consultables sur un site dédié publié par Météo-France en novembre 2022.

## Urbanisme

### Typologie
Au 1er janvier 2024, Croze est catégorisée commune rurale à habitat très dispersé, selon la nouvelle grille communale de densité à 7 niveaux définie par l'Insee en 2022.
Elle est située hors unité urbaine et hors attraction des villes,.

### Occupation des sols
L'occupation des sols de la commune, telle qu'elle ressort de la base de données européenne d’occupation biophysique des sols Corine Land Cover (CLC), est marquée par l'importance des forêts et milieux semi-naturels (69,1 % en 2018), une proportion sensiblement équivalente à celle de 1990 (69,3 %). La répartition détaillée en 2018 est la suivante : 
forêts (68,4 %), prairies (20,6 %), zones agricoles hétérogènes (10,3 %), milieux à végétation arbustive et/ou herbacée (0,7 %). L'évolution de l’occupation des sols de la commune et de ses infrastructures peut être observée sur les différentes représentations cartographiques du territoire : la carte de Cassini (XVIIIe siècle), la carte d'état-major (1820-1866) et les cartes ou photos aériennes de l'IGN pour la période actuelle (1950 à aujourd'hui).

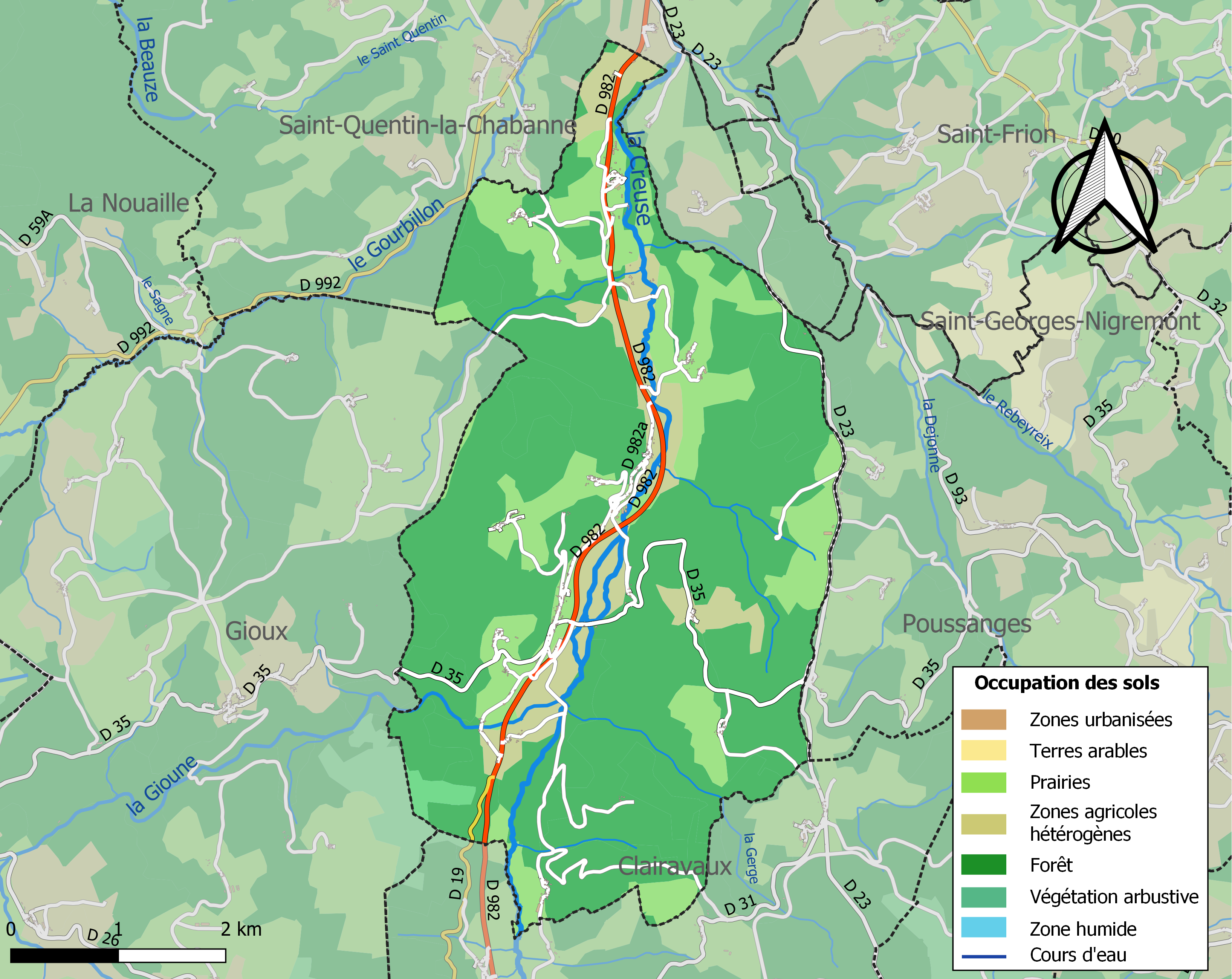
Carte des infrastructures et de l'occupation des sols de la commune en 2018 (CLC).

### Transports en commun
- Réseau TransCreuse

### Risques majeurs
Le territoire de la commune de Croze est vulnérable à différents aléas naturels : météorologiques (tempête, orage, neige, grand froid, canicule ou sécheresse) et séisme (sismicité faible). Il est également exposé à un risque particulier : le risque de radon. Un site publié par le BRGM permet d'évaluer simplement et rapidement les risques d'un bien localisé soit par son adresse soit par le numéro de sa parcelle.

#### Risques naturels

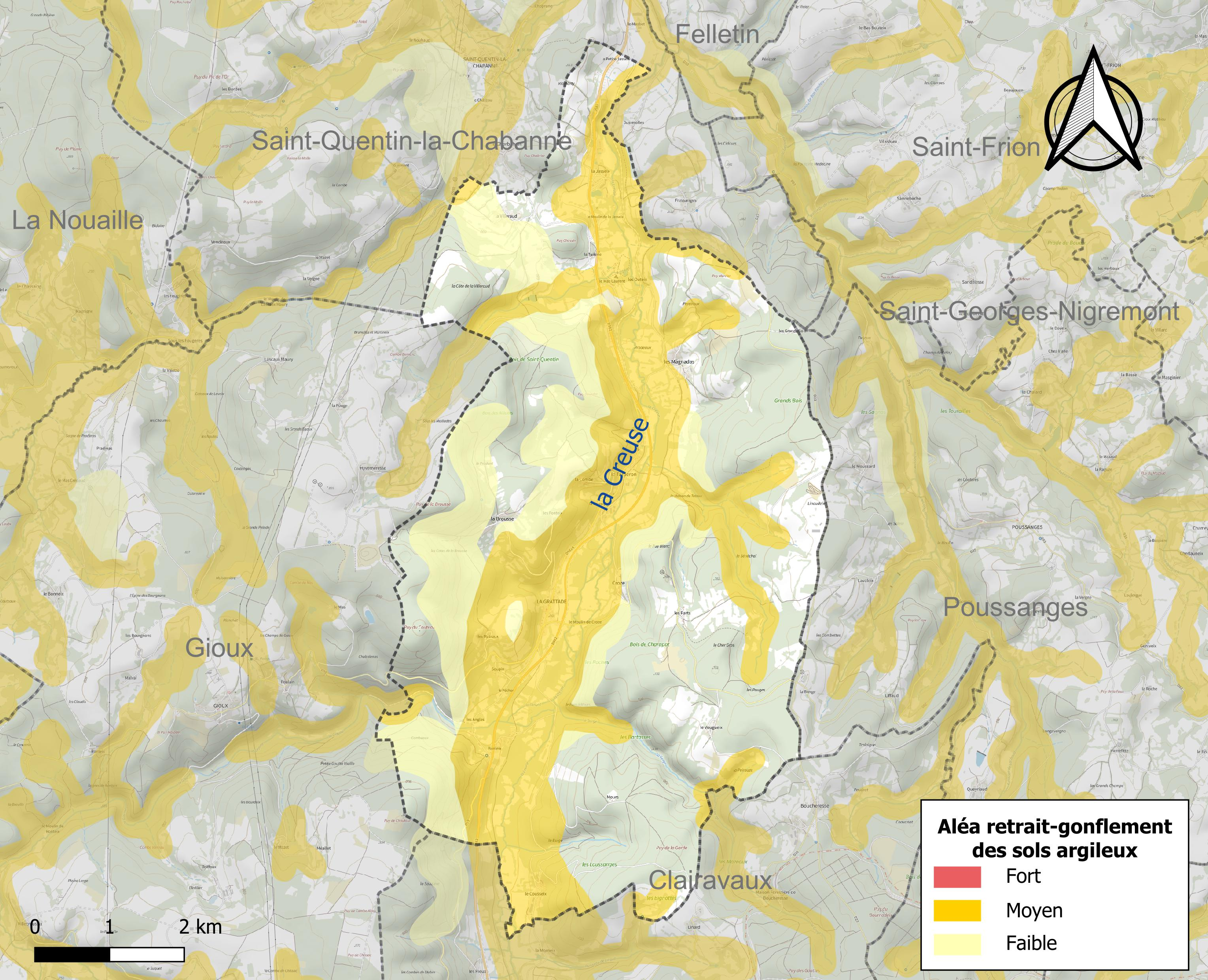
Carte des zones d'aléa retrait-gonflement des sols argileux de Croze.

Le retrait-gonflement des sols argileux est susceptible d'engendrer des dommages importants aux bâtiments en cas d’alternance de périodes de sécheresse et de pluie. 37,8 % de la superficie communale est en aléa moyen ou fort (33,6 % au niveau départemental et 48,5 % au niveau national). Sur les 219 bâtiments dénombrés sur la commune en 2019, 153 sont en aléa moyen ou fort, soit 70 %, à comparer aux 25 % au niveau départemental et 54 % au niveau national. Une cartographie de l'exposition du territoire national au retrait gonflement des sols argileux est disponible sur le site du BRGM,.
Par ailleurs, afin de mieux appréhender le risque d’affaissement de terrain, l'inventaire national des cavités souterraines permet de localiser celles situées sur la commune.
La commune a été reconnue en état de catastrophe naturelle au titre des dommages causés par les inondations et coulées de boue survenues en 1982 et 1999. Concernant les mouvements de terrains, la commune a été reconnue en état de catastrophe naturelle au titre des dommages causés par des mouvements de terrain en 1999.

#### Risque particulier
Dans plusieurs parties du territoire national, le radon, accumulé dans certains logements ou autres locaux, peut constituer une source significative d’exposition de la population aux rayonnements ionisants. Certaines communes du département sont concernées par le risque radon à un niveau plus ou moins élevé. Selon la classification de 2018, la commune de Croze est classée en zone 3, à savoir zone à potentiel radon significatif.

## Toponymie
En occitan, la commune porte le nom de Cròsa, forme ancienne du nom de la rivière la Creuse, qui arrose le territoire communal.

## Politique et administration

### Liste des maires
| Période                                  | Période       | Identité                     | Étiquette | Qualité |
| ---------------------------------------- | ------------- | ---------------------------- | --------- | ------- |
| Les données manquantes sont à compléter. |               |                              |           |         |
| 1790                                     | 1791          | François-Joseph Diverneresse |           |         |
| 1791                                     | 1792          | Jean Dary                    |           |         |
| 1792                                     | 1795          | François Lebaron             |           |         |
| 1795                                     | 1800          | Léonard Vaisse               |           |         |
| 1800                                     | 1807          | Jean-Baptiste Guillon        |           |         |
| 1808                                     | 1816          | Pierre-Paul Leclerc          |           |         |
| 1816                                     | 1824          | Antoine Dary                 |           |         |
| 1825                                     | 1834          | Louis Chaumanet              |           |         |
| 1835                                     | 1846          | Joseph Lebelle               |           |         |
| 1846                                     | 1850          | Antoine Chaumanet            |           |         |
| 1850                                     | 1865          | François Tatou               |           |         |
| 1865                                     | 1871          | Pierre Lebelle               |           |         |
| 1871                                     | 1874          | Gilbert Dumilieu             |           |         |
| 1874                                     | 1885          | Pierre Parriche              |           |         |
| 1885                                     | 1899          | Jean-Joseph Leclerc          |           |         |
| 1899                                     | mai 1912      | Jean Duprat                  |           |         |
| mai 1912                                 | novembre 1919 | Alexandre de Brachet         |           |         |
| novembre 1919                            | mai 1925      | Arsène Leclère               |           |         |
| mai 1925                                 | mai 1935      | Eugène Lebelle               |           |         |
| mai 1935                                 | mai 1945      | Henri Paris                  |           |         |
| mai 1945                                 | juin 1966     | Marius Crépiat               |           |         |
| juin 1966                                | mars 1983     | Gabriel Garaud               |           |         |
| mars 1983                                | 1994          | Jean Royer                   |           |         |
| 1994                                     | 1996          | Alphonse Pedon               |           |         |
| 1996                                     | mars 2001     | Michèle Dimitroff            |           |         |
| mars 2001                                | mars 2008     | Jacqueline Lecardez          |           |         |
| mars 2008 (réélu en mai 2020)            | En cours      | Didier Ternat                | DVG       |         |

## Démographie
L'évolution du nombre d'habitants est connue à travers les recensements de la population effectués dans la commune depuis 1793. Pour les communes de moins de 10 000 habitants, une enquête de recensement portant sur toute la population est réalisée tous les cinq ans, les populations de référence des années intermédiaires étant quant à elles estimées par interpolation ou extrapolation. Pour la commune, le premier recensement exhaustif entrant dans le cadre du nouveau dispositif a été réalisé en 2007.

En 2022, la commune comptait 187 habitants, en évolution de −7,43 % par rapport à 2016 (Creuse : −3,32 %, France hors Mayotte : +2,11 %).
| 1793 | 1800 | 1806 | 1821 | 1831  | 1836  | 1841  | 1846  | 1851  |
| ---- | ---- | ---- | ---- | ----- | ----- | ----- | ----- | ----- |
| 743  | 853  | 927  | 999  | 1 009 | 1 016 | 1 104 | 1 103 | 1 070 |

| 1856 | 1861 | 1866 | 1872 | 1876 | 1881 | 1886 | 1891 | 1896 |
| ---- | ---- | ---- | ---- | ---- | ---- | ---- | ---- | ---- |
| 956  | 924  | 939  | 945  | 924  | 876  | 910  | 911  | 871  |

| 1901 | 1906  | 1911 | 1921 | 1926 | 1931 | 1936 | 1946 | 1954 |
| ---- | ----- | ---- | ---- | ---- | ---- | ---- | ---- | ---- |
| 901  | 1 022 | 927  | 740  | 780  | 663  | 620  | 556  | 369  |

| 1962 | 1968 | 1975 | 1982 | 1990 | 1999 | 2006 | 2007 | 2012 |
| ---- | ---- | ---- | ---- | ---- | ---- | ---- | ---- | ---- |
| 283  | 245  | 196  | 211  | 202  | 211  | 190  | 187  | 205  |

| 2017 | 2022 | - | - | - | - | - | - | - |
| ---- | ---- | - | - | - | - | - | - | - |
| 196  | 187  | - | - | - | - | - | - | - |

## Culture locale et patrimoine

### Lieux et monuments
- Le château du Mas-Laurent et sa chapelle du XVe siècle inscrite au titre des monuments historiques en 1932[24].
- L'église Saint-Martial-et-Saint-Blaise de Croze inscrite au titre des monuments historiques en 1964[25].
- Le monument aux morts, situé devant la mairie. Il est surmonté de la statue La Victoire en chantant, réalisée par Charles Édouard Richefeu.

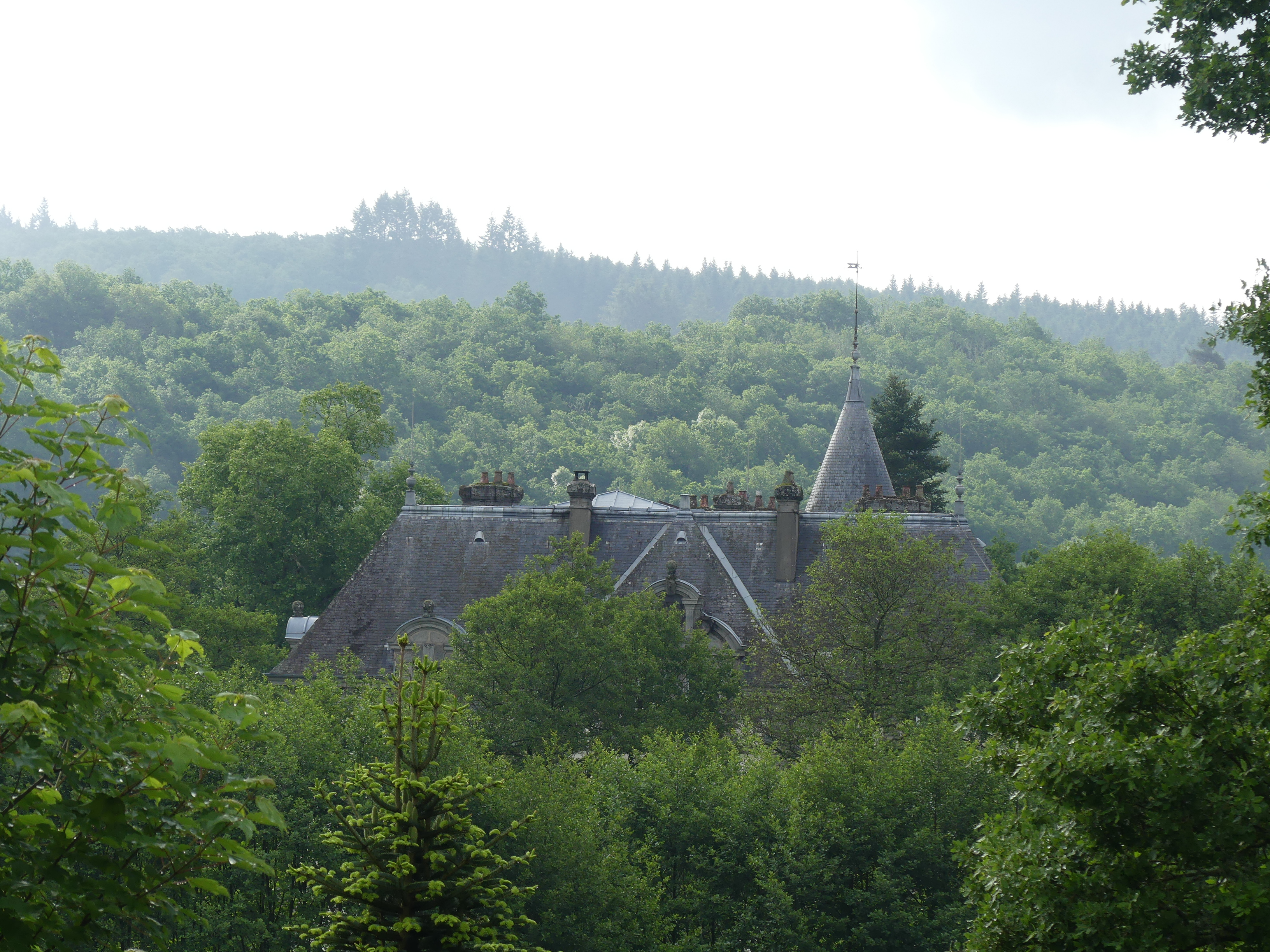
Les toits du château du Mas-Laurent.
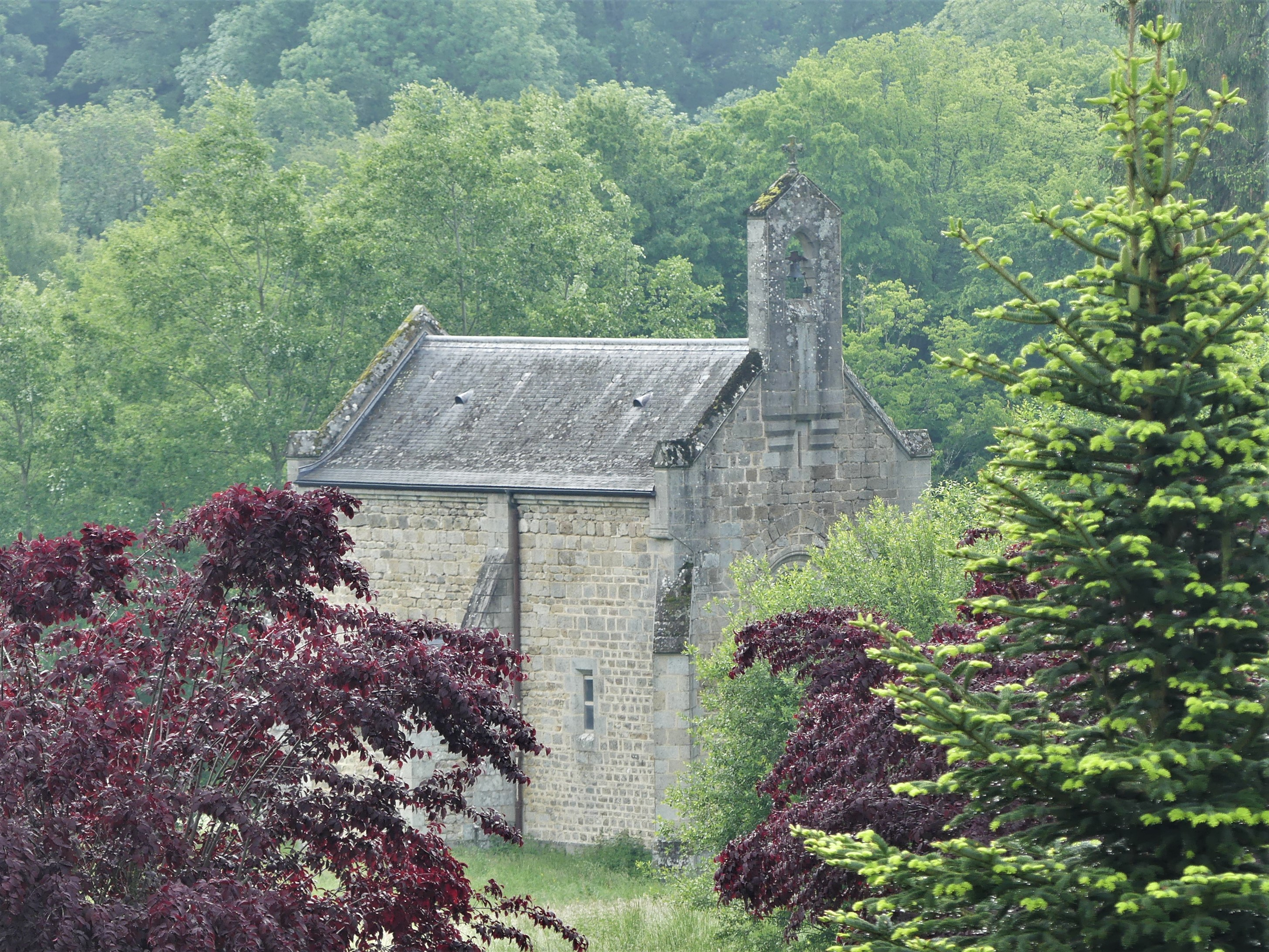
La chapelle du Mas-Laurent.
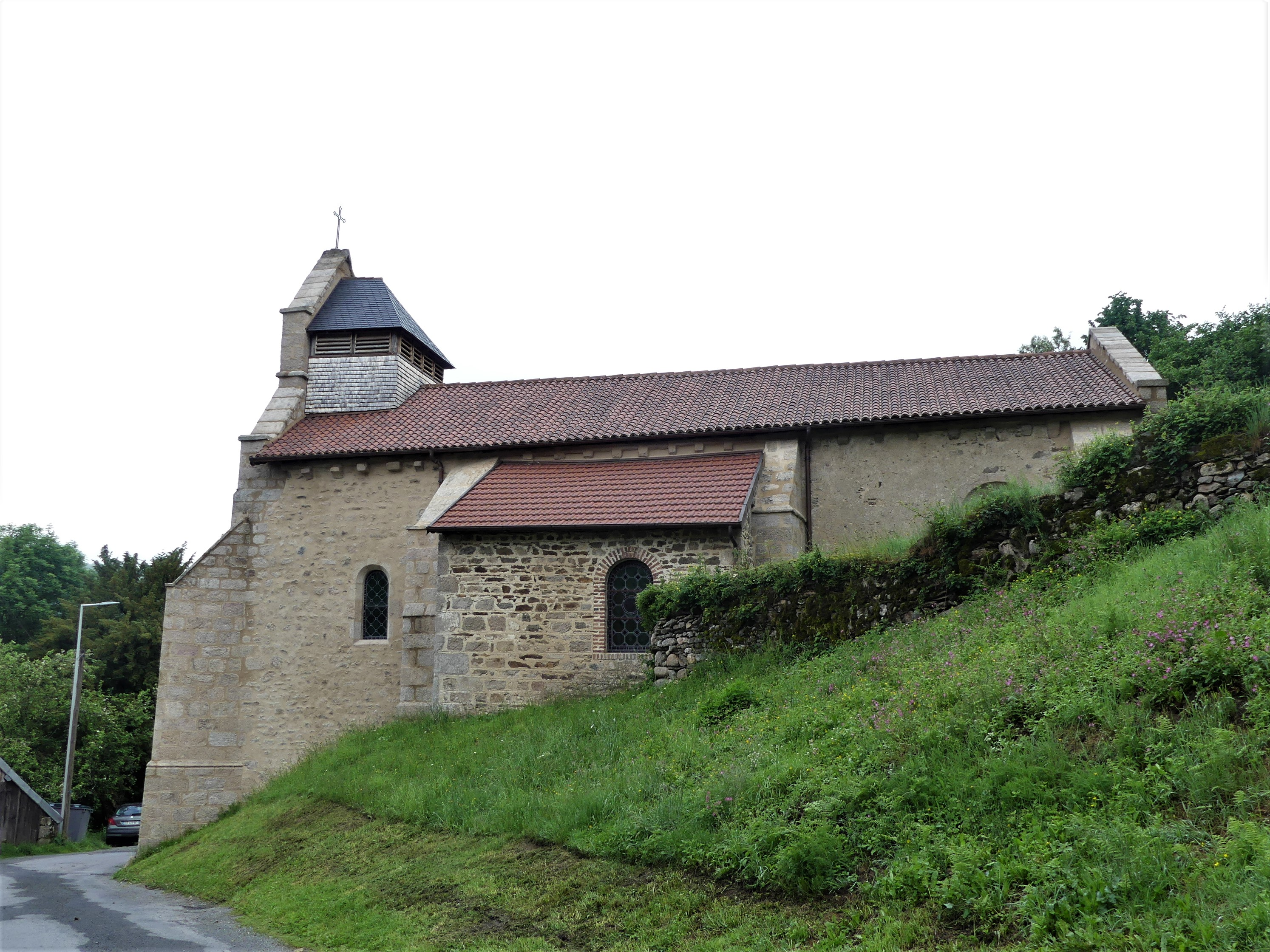
L'église Saint-Martial-et-Saint-Blaise.
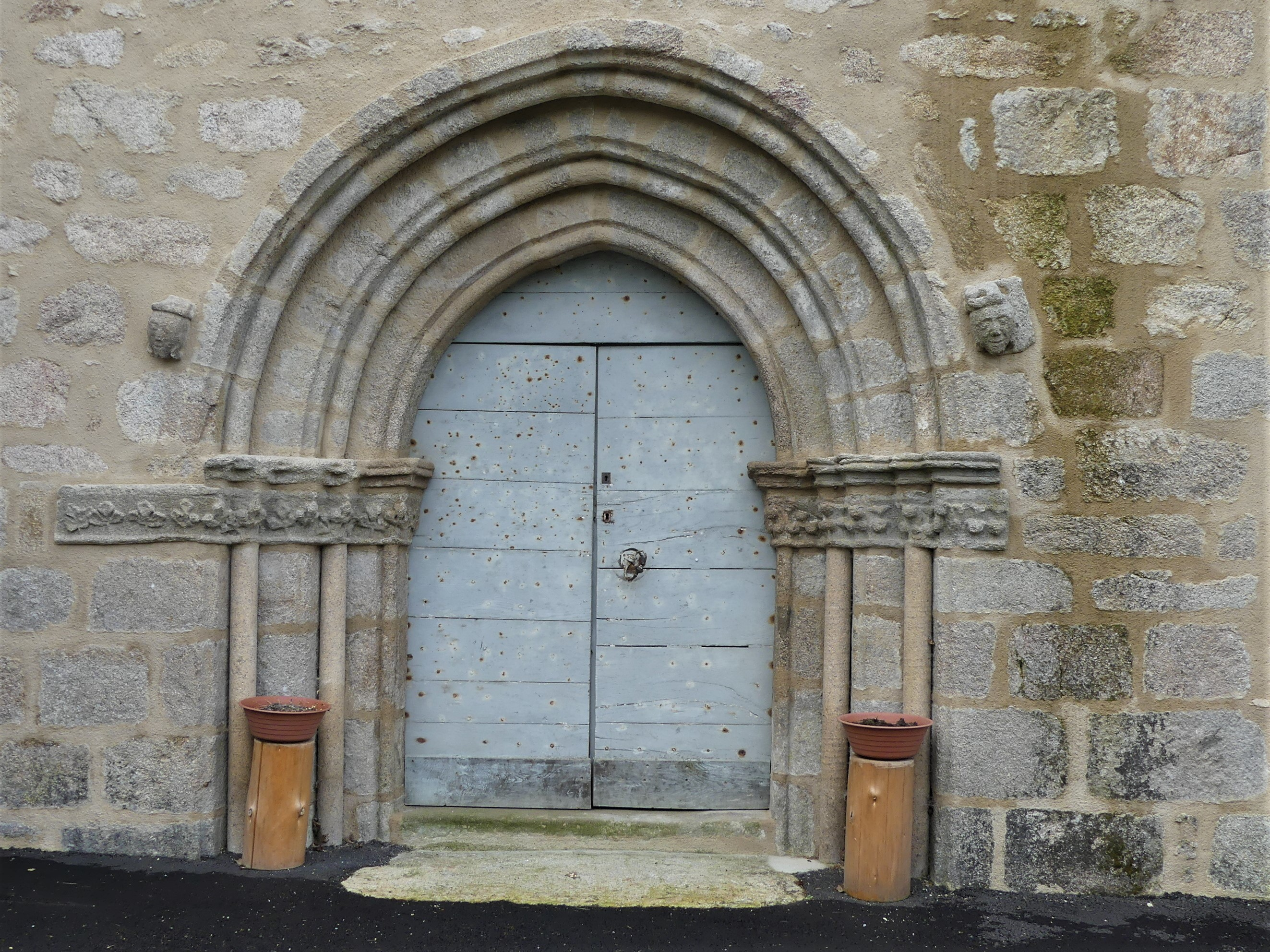
Son portail.
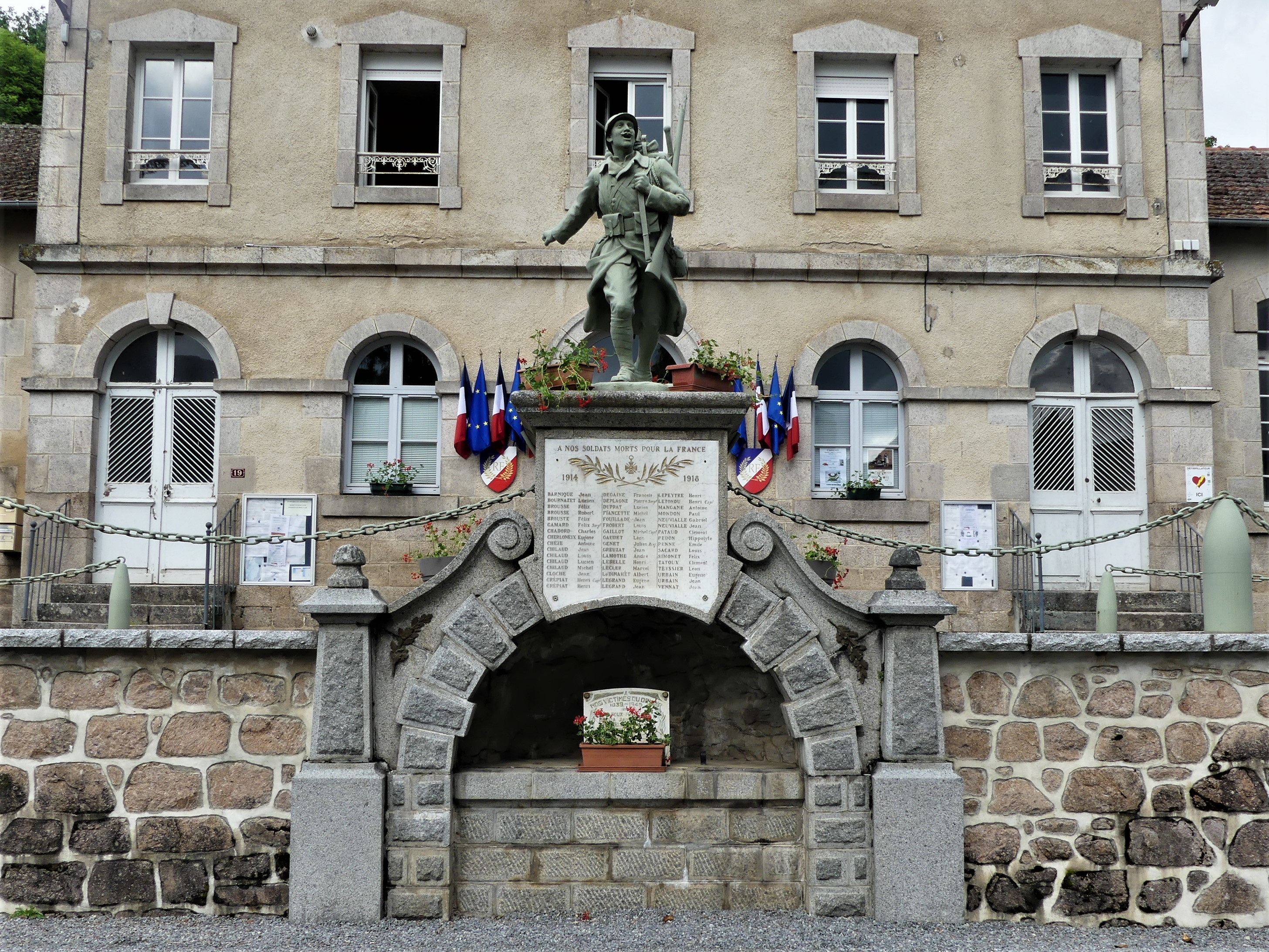
Le monument aux morts.
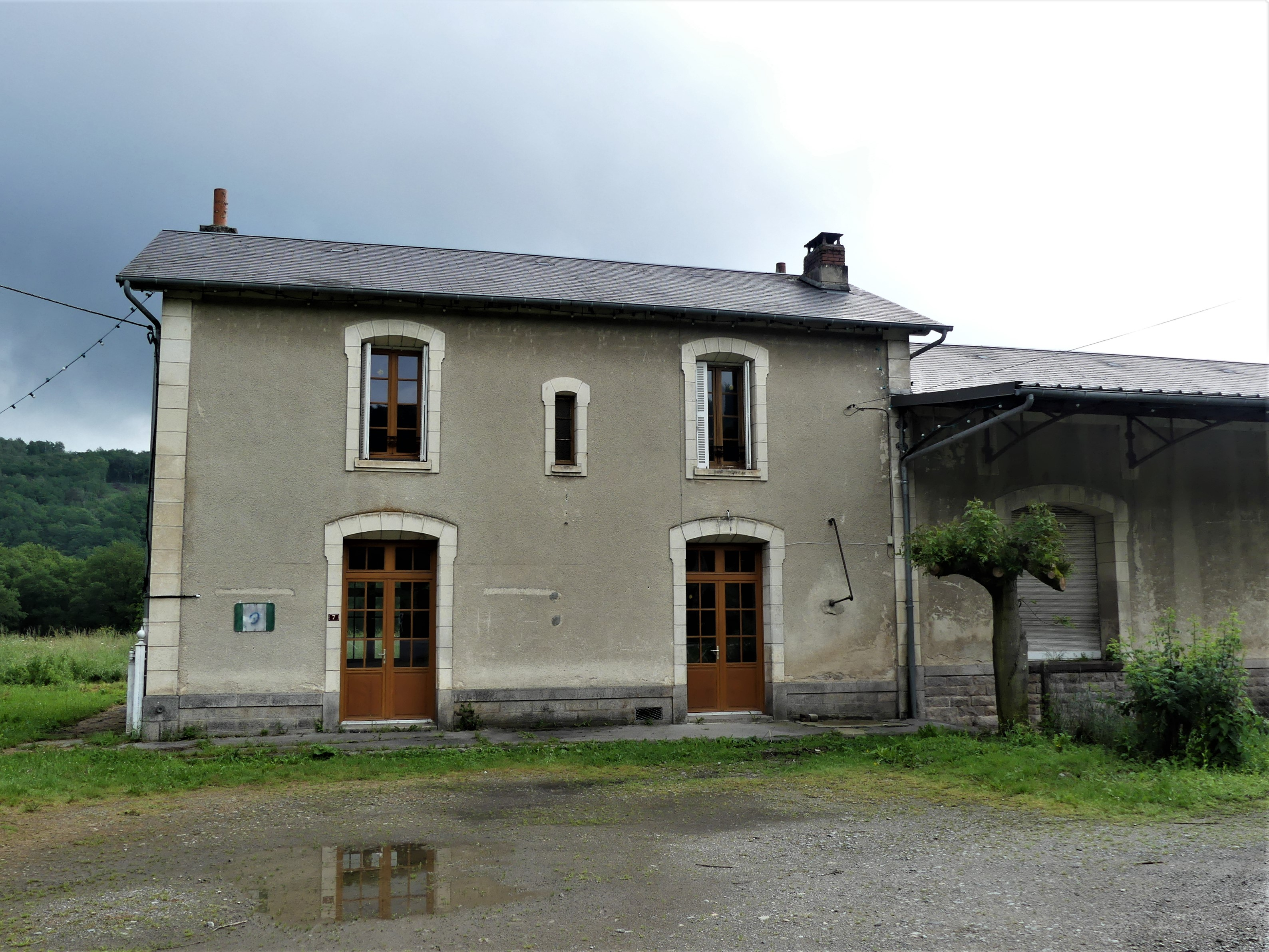
Le bâtiment voyageurs de l'ancienne gare de Croze.

### Personnalités liées à la commune
- Lucien Le Cam (1924-2000), mathématicien, est né à Croze.

### Héraldique
| Blason de Croze | Blason  | Parti ondé : au 1er d'azur à deux chiens arrêtés d'argent, l'un au-dessus de l'autre, au 2e d'or au cor de chasse de gueules et à la crosse du même brochante. |
| Blason de Croze | Détails | Le statut officiel du blason reste à déterminer. |